# 新・おしゃれ泥棒
『新・おしゃれ泥棒』（しんおしゃれどろぼう、11 Harrowhouse）は1974年のイギリス映画。アラム・アヴァキアン監督のロマンティック・コメディ。
邦題はウィリアム・ワイラー監督、オードリー・ヘップバーン主演の『おしゃれ泥棒』の続編ともとれるようになっているが、実際は全く異なりストーリーもまるで関係性がない。日本の配給会社が美女の犯罪映画という共通点で邦題として付けたものである。

## あらすじ
ロンドンで小さなダイヤモンド仲買商を営むアメリカ人のハワードは、大きな取引のチャンスを得るが、商談前にそのダイヤを盗まれてしまう。商談を持ち掛けたマッシーに脅迫され、スピード狂の未亡人で恋人のマレンと、職場に不満を持つダイヤ公社の職員ワッツを仲間に、ダイヤ公社の金庫に眠る120億ドル(200万カラット)のダイヤモンドを盗み出すこととなる。

## 登場人物
- ハワード・R・チェッサー - チャールズ・グローディン：ロンドンのハローハウス通りで営業している、アメリカ人のダイヤ仲買人。
- マレン・シャール - キャンディス・バーゲン：美人で裕福な未亡人。ハワードの恋人で、スピード狂でもある。
- チャールズ・D・ワッツ - ジェームズ・メイソン：金庫のあるダイヤ公社に勤務している。ガンで余命いくばくもなく、家族に経済的な安定を与えたいとこの計画に加わる。
- クライド・マッシー - トレバー・ハワード：ハワードに商談を持ち掛けた、金持ちのダイヤ所有者。

## キャスト
| 役名               | 俳優                     | 日本語吹替                         | 日本語吹替                            |
| 役名               | 俳優                     | TBS版                              | 東京12ch版                            |
| ------------------ | ------------------------ | ---------------------------------- | ------------------------------------- |
| チェッサー         | チャールズ・グローディン | 富山敬                             | 津嘉山正種                            |
| マレン             | キャンディス・バーゲン   | 池田昌子                           | 鈴木弘子                              |
| ワッツ             | ジェームズ・メイソン     |                                    | 田中明夫                              |
| マッセイ           | トレバー・ハワード       |                                    | 山内雅人                              |
| ミーチャム         | ジョン・ギールグッド     | 大木民夫                           | 大木民夫                              |
| アン               | ヘレン・チェリー         |                                    | 近藤高子                              |
| フィッツモリス     | ジャック・ワトリング     |                                    | 池田勝                                |
| コグリン           | ピーター・ヴォーン       |                                    |                                       |
| ウィルデンスタイン | シリル・シャップス       |                                    | 小関一                                |
| 不明 その他        |                          |                                    | 平林尚三 伊井篤史 蒔村三枝子 広瀬正志 |
|                    |                          |                                    |                                       |
| 演出               | 演出                     |                                    | 蕨南勝之                              |
| 翻訳               | 翻訳                     |                                    | 宇津木道子                            |
| 効果               |                          |                                    |                                       |
| 調整               | 調整                     |                                    | 遠西勝三                              |
| 制作               | 制作                     |                                    | コスモプロモーション                  |
| 解説               | 解説                     | 荻昌弘                             | 深沢哲也                              |
| 初回放送           | 初回放送                 | 1978年5月22日 『月曜ロードショー』 | 1980年12月18日 『木曜洋画劇場』       |